# 特依順保
特依順保（1768年—1840年，乾隆三十三年－道光二十年），字鑑堂，鈕祜祿氏，滿洲正白旗人，清朝軍人，勇號安成額巴圖魯。

## 生平
由吉林前鋒藍翎長從征廓爾喀有功。嘉慶中期，跟從長齡剿敎匪，屢破高天升、馬學禮，賜號安成額巴圖魯。累擢甘肅西寧鎮總兵。嘉慶十八年（1813年），追從那彥成討伐滑縣敎匪，數破賊匪，殲首逆李文成，攻克滑縣，獲世襲雲騎尉。其後移剿陝西三才峽匪。嘉慶十九年（1814年），擢黑龍江將軍。後調烏里雅蘇臺將軍、塔爾巴哈臺參贊大臣、葉爾羌辦事大臣。道光五年，授正白旗蒙古都統。張格爾之亂時，受命赴阿克蘇平亂。道光六年，署甘肅提督。道光七年，又兼西寧辦事大臣。歷任綏遠城將軍、黑龍江將軍、寧夏將軍、西安將軍。道光十二年（1833年），調伊犁將軍。任內休息邊氓，撫馭各部。巴爾楚克諸地屯田漸興，酌量拆撤防兵。在任五年間，邊疆無事。
道光十八年（1838年），入京覲見，因治邊措施悉當而獲道光帝嘉許，加太子太保銜，授內大臣，留京供職。不久授領侍衞內大臣。道光二十年（1840年），因病解職，未幾病逝。但是塔蘭奇對他評價很差。